# Leptoperilissus microps
Leptoperilissus microps là một loài tò vò trong họ Ichneumonidae.